# 国内
| ウィキペディアには「国内」という見出しの百科事典記事はありません（タイトルに「国内」を含むページの一覧/「国内」で始まるページの一覧）。 代わりにウィクショナリーのページ「国内」が役に立つかもしれません。 |